# Tim Murphy
Ne doit pas être confondu avec Tim Murphy (écrivain).
Pour les articles homonymes, voir Murphy.
Timothy F. Murphy  dit Tim Murphy, né le 11 septembre 1952 à Cleveland, est un homme politique américain, élu républicain de Pennsylvanie à la Chambre des représentants des États-Unis 2003 à 2017.

## Biographie
Tim Murphy est originaire de Cleveland dans l'Ohio. Après des études de médecine à l'université jésuite de Wheeling (en), puis à l'université d'État de Cleveland et à l'université de Pittsburgh, il devient psychologue et professeur en pédiatrie.
Il est élu au Sénat de l'État de Pennsylvanie de 1996 à 2002. Depuis 2009, il est médecin réserviste dans le corps des Marines.
Il est élu à la Chambre des représentants des États-Unis lors des élections de 2002. Dans le 18e district de Pennsylvanie, il rassemble 60,1 % des voix face au démocrate Jack Machek. Il est depuis réélu tous les deux ans avec plus de 57 % des suffrages ; il est même réélu sans opposant en 2014.
Le 4 octobre 2017, il annonce ne pas être candidat à sa réélection en décembre 2018. La veille, un journal avait révélé que Murphy avait demandé à sa maîtresse de recourir à un avortement alors même qu'il est une figure de proue du mouvement pro-vie. Le 5 octobre 2017, il démissionne de son mandat, avec effet le 21 octobre suivant.

## Historique électoral

### Chambre des représentants des États-Unis
| Année | Tim Murphy | Démocrate |
| ----- | ---------- | --------- |
| Année |            |           |
| 2002  | 60,14 %    | 39,86 %   |
| 2004  | 62,76 %    | 37,24 %   |
| 2006  | 57,84 %    | 42,16 %   |
| 2008  | 64,07 %    | 35,93 %   |
| 2010  | 67,33 %    | 32,67 %   |
| 2012  | 63,96 %    | 36,04 %   |
| 2014  | 100,00 %   | —         |
| 2016  | 100,00 %   | —         |